# Raquel Gutiérrez
Raquel Gutiérrez Molinero (ur. 19 maja 1974 w Madrycie) – hiszpańska narciarka, specjalistka narciarstwa dowolnego. Najlepszy wynik na mistrzostwach świata osiągnęła podczas mistrzostw w Meiringen, gdzie zajęła 6. miejsce w balecie narciarskim. Zajęła także 8. miejsce w zawodach pokazowych baletu narciarskiego na igrzyskach olimpijskich w Albertville. Najlepsze wyniki w Pucharze Świata osiągnęła w sezonie 1995/1996, kiedy to zajęła 17. miejsce w klasyfikacji generalnej, a w klasyfikacji baletu była piąta.
W 2000 r. zakończyła karierę.

## Sukcesy

### Mistrzostwa Świata
| Miejsce | Dzień     | Rok  | Miejscowość | Konkurencja      | Zwycięzca          |
| ------- | --------- | ---- | ----------- | ---------------- | ------------------ |
| 25.     | 11 lutego | 1991 | Lake Placid | Balet narciarski | Ellen Breen        |
| 25.     | 12 marca  | 1993 | Altenmarkt  | Balet narciarski | Ellen Breen        |
| 13.     | 17 lutego | 1995 | La Clusaz   | Balet narciarski | Jelena Batałowa    |
| 13.     | 7 lutego  | 1997 | Iizuna      | Balet narciarski | Oksana Kuszczenko  |
| 6.      | 11 marca  | 1999 | Meiringen   | Balet narciarski | Natalja Razumowska |

### Puchar Świata

#### Miejsca w klasyfikacji generalnej
- sezon 1989/1990: 53.
- sezon 1990/1991: 66.
- sezon 1991/1992: 49.
- sezon 1992/1993: 44.
- sezon 1993/1994: 25.
- sezon 1994/1995: 25.
- sezon 1995/1996: 17.
- sezon 1996/1997: 20.
- sezon 1997/1998: 35.
- sezon 1998/1999: -

#### Miejsca na podium
1. Le Relais – 20 stycznia 1995 (Balet) – 3. miejsce
2. Lake Placid – 26 stycznia 1995 (Balet) – 3. miejsce
3. Breckenridge – 18 stycznia 1996 (Balet) – 3. miejsce
4. Heavenly Valley – 22 stycznia 1999 (Balet) – 2. miejsce

- W sumie 1 drugie i 3 trzecie miejsca.